# Burkhard
Burkhard byl prvním markrabětem v bavorském marchia orientalis, území, které se mělo stát rakouskou markou po jeho znovuzískání v bitvě na Lechu v roce 955.
Když německý král Otto I. porazil Maďary, byla na dobytých územích obnovena marchie a svěřena Burkhardovi, švagrovi bavorské vévodkyně Judith. Když se Burkhard připojil k povstání vévody Jindřicha II. Bavorského proti císaři Ottovi II., byl v roce 976 sesazen a území bylo svěřeno Leopoldovi z Babenbergu.
O Burkgardovi není téměř nic známo. Je také považován za otce biskupa Jindřicha I. z Augsburgu.
Německý název pro Rakousko byl teprve poprvé zmíněn jako Ostarrichi ve slavném dokumentu 996.